# Ali bey
Ali bey Al-Kabir, född 1728, död 8 maj 1773, var en mamlukhövding i Egypten under osmansk överhöghet. Han var osmansk guvernör (bej) 1758-1765 och 1767-1773.
Ali bey var född i Kaukasien, kom som slav till Egyptens reele härskare Ibrahim Katkhuda och blev genom sin duglighet frigiven, upphöjd till bej och senare borgmästare i Kairo. Han övertog 1758 den egentliga makten i Egpyten och blev överhuvud för de egyptiska mamlukerna. Han fördrevs 1765 men återtog makten 1767
År 1770 gjorde han uppror mot sultanen i Konstantinopel och erövrade genom sin adoptivson Muhammed bej (Abu-Dhahab) samma år Mekka, där han satte in en ny scharif, som till tack gav Ali bey titeln "sultan över Egypten och de två haven". Följande år erövrade han stora delar av Palestina och Syrien, men 1772 gjorde Muhammed bey uppror och Ali bey flydde till Syrien.
Ali bey besegrades 1773 vid Salihilja av inkräktaren, då han med en oansenlig armé försökte återta makten, och dog efter att ha blivit dödligt sårad under striderna.